# Ammothea tibialis
Ammothea tibialis är en havsspindelart som beskrevs av Munilla-León, T. 2002. Ammothea tibialis ingår i släktet Ammothea och familjen Ammotheidae.
Artens utbredningsområde är Södra Ishavet. Inga underarter finns listade i Catalogue of Life.